# Fontána Rodina
Fontána Rodina je fontána s barevným sousoším na náměstí Hrdinů v Krnově.

## Historie a popis
Sousoší na fontáně vytvořil v roce 1963 český sochař Miroslav Jirava (1931–2002), který zde měl v letech 1960-1964 svůj ateliér. Dílo vznikalo ve spolupráci a architektem. Ztvárňuje v nadživotní velikosti rodinu - sedící postavy matky a otce, který drží na levém rameni dítě. Materiál sousoší je polychromovaný beton natřený cihlově červenou barvou. Samotný bazén fontány má trojúhelníkový půdorys a uvnitř je světle modré barvy. Sousoší má rozměry: výšku 2,2 m, šířku 2,44 m a hloubku 2,1 m. V roce 2007 byla původní originální mozaiková dlažba z černých, šedých, bílých, žlutých a růžových zlomků mramoru, která byla také navržena Jiravou, nečekaně nahrazena běžnou „prefabrikovanou“ zámkovou dlažbou. Tato změna kašnu částečně znehodnotila, ale i tak je to hodnotné umělecké/historické dílo z období socialistického realismu. Totožná socha je také ve městě Kráľovský Chlmec na Slovensku.

## Další informace
Dílo je celoročně volně přístupné. Kašnu provozují Technické služby Krnov. V Krnově se také nachází další dílo od stejného autora s názvem Kohout.

## Galerie

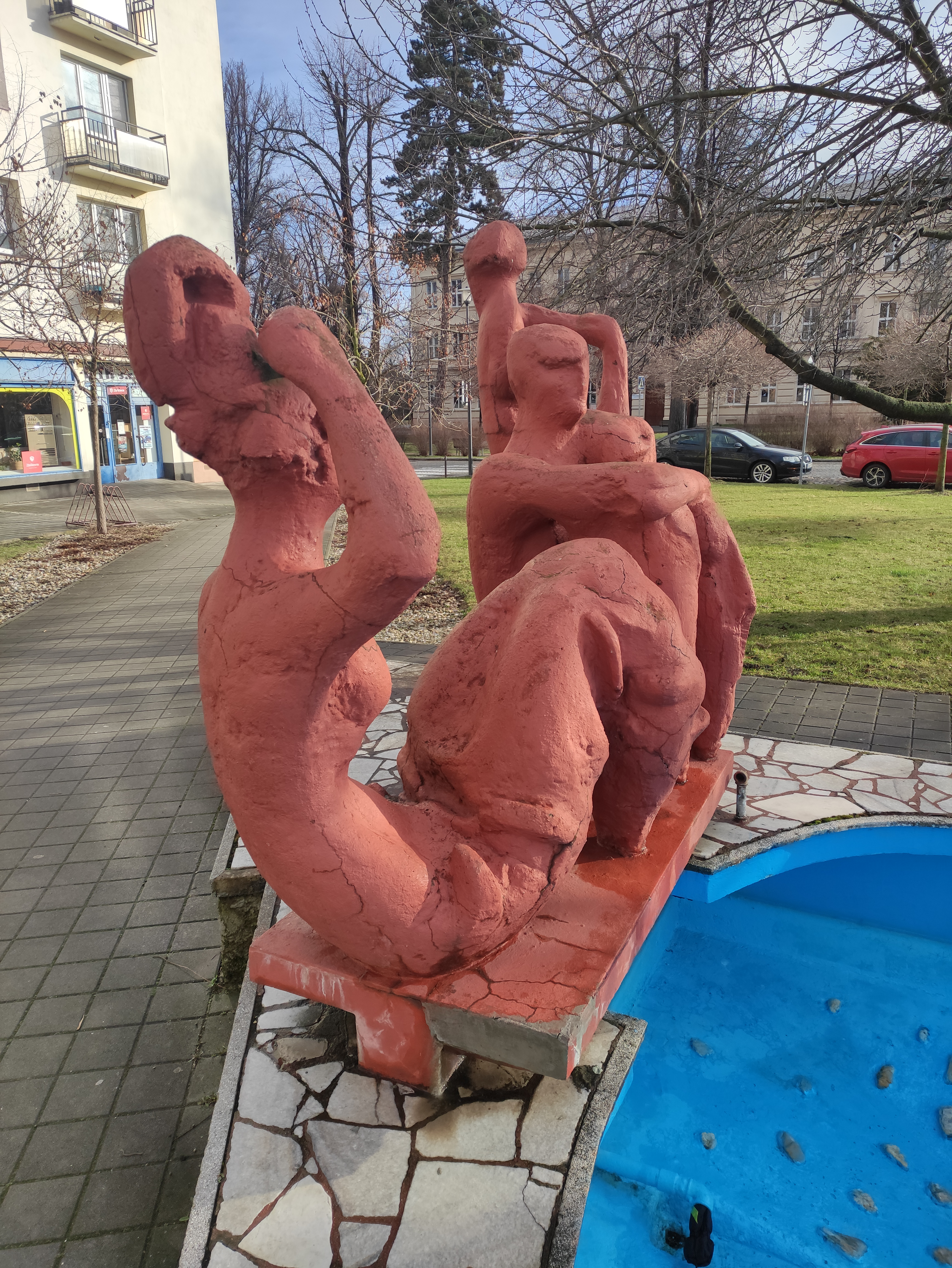
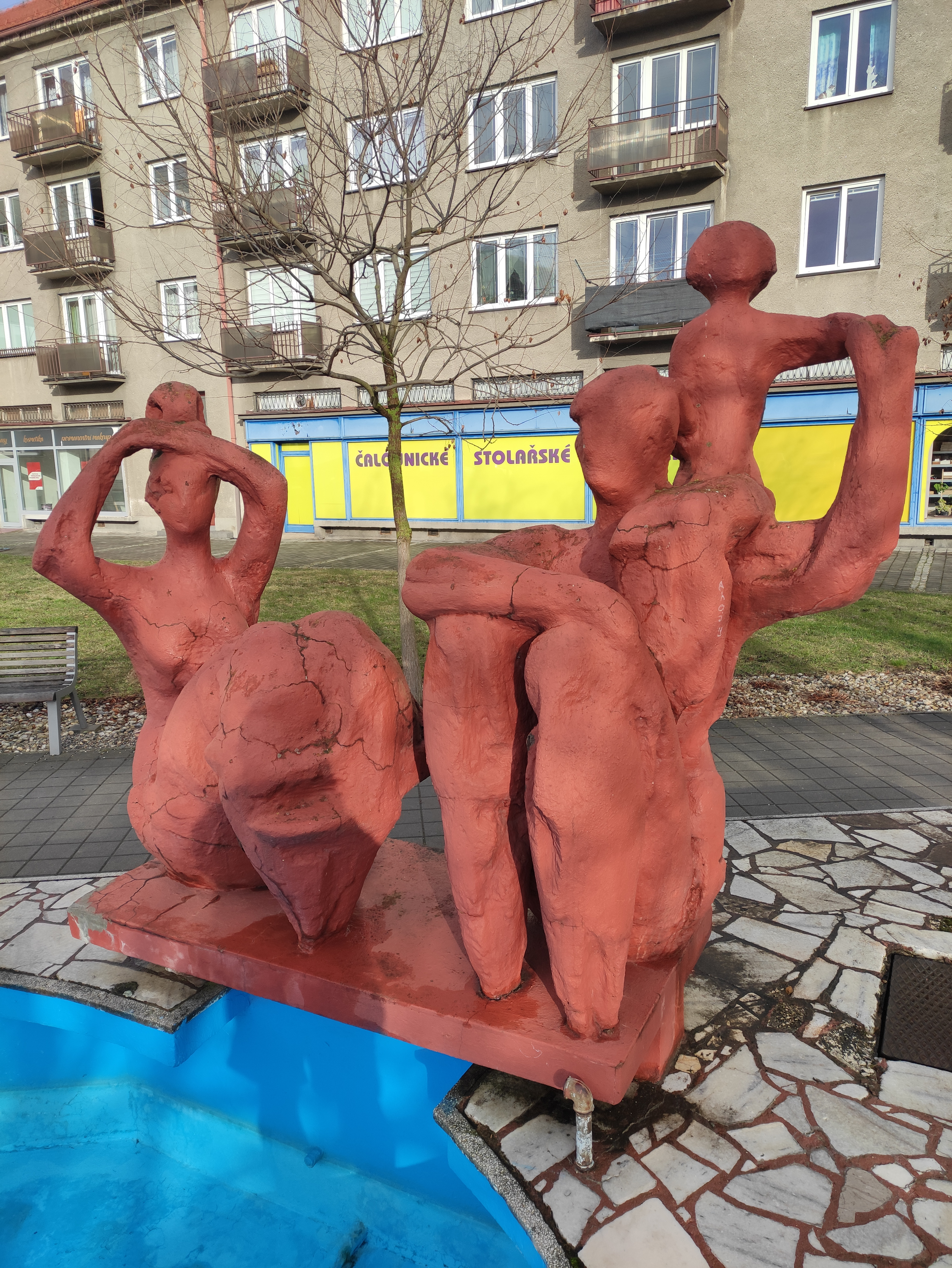